# Julia Melissa Rivas Hernández
Julia Melissa Rivas Hernández (Hermosillo, 18 de diciembre de 1981) es una poeta, escritora, correctora de estilo, maestra y traductora mexicana.  Fue ganadora del II Premio Nacional de Poesía Joven Raúl Rincón Meza, 2022, por la obra Imperio y de los Juegos Florales Lagos de Moreno 2018, categoría cuento.

## Trayectoria
Cursó la Licenciatura en Artes Plásticas y la Licenciatura en Literaturas Hispánicas en la Universidad de Sonora. Fue beneficiaria del Fondo Estatal para la Cultura y las Artes de Sonora (FECAS) 2011-2012 por el poemario Mercadeo, modalidad jóvenes creadores. Fue beneficiaria de FECAS, modalidad residencia artística segunda etapa 2014-2015, donde realizó estudios del género del poema en prosa en Buenos Aires, Argentina. Fue beneficiaria del Programa de Estímulos a la Creación y Desarrollo Artístico (PECDA) 2021, por el proyecto Entonaciones, antología de poesía escrita por mujeres en Sonora. Autora del libro de poesía Habitaciones (2011).
Ha participado como poeta y artista plástico en revistas de difusión estatal como nacional. Editora de literatura mexicana en Abisinia Review desde el 2020.
Maestra del taller Écfrasis y minificción, del programa Escuela de Escritores del Instituto Sonorense de Cultura desde el 2019.
En 2023, ganó el Concurso del Libro Sonorense en la categoría de Poesía con Arqueología del paraíso.

## Premios
- Ganadora del reconocimiento del Pitic Alonso Vidal 2010, género poesía.[9]
- Segundo lugar en el Premio Nacional de Cuento de Villa Zaachila, Oaxaca (2017).

- Ganadora de los Juegos Florales Lagos de Moreno 2018, categoría cuento.[10]
- Ganadora de VII Juegos Florales Nacionales Toluca “Horacio Zúñiga” 2019, con la obra Manual Inédito de la moda.[11][12]
- Ganadora del II Premio Nacional de Poesía Joven Raúl Rincón Meza, 2022, por la obra Imperio.[13][9][1]
- Ganadora del Certamen Nacional de Poesía de los XL Juegos Florales Nacionales Universitarios, 2022, por la obra Fuera del reino.[14]